# 鷲足満
鷲足 満（わしあし みつる、1983年6月6日 - ）は、埼玉県出身の日本の俳優。身長170cm、血液型O型。
ディメンションに所属していた。

## 出演

### テレビドラマ
- ホーリーランド （2005年）
- 伝説の教師 （2000年）

### 映画
- 「檻〜Prison Girl〜」（2006年、監督：石川均）
- 「死刑確定 V」 （2005年、監督：宮坂武志）
- 亡国のイージス（2005年、監督：阪本順治）
- 「SLIM SIZE ME!! スリムサイズミー!!」 （2004年、監督：じんのひろあき）
- リリイ・シュシュのすべて（2001年、監督：岩井俊二)

### 舞台
- 嗚呼!!花の応援団　〜神田時来組プロデュース〜（2003年/新宿・シアターサンモール）
- REBIRTH（2003年）
- デビルマン 〜不動を待ちながら〜（2002年/新宿・シアターサンモール）
- 空のかあさま（2001年/芸術座）
- 織田信長 〜細川たかし25周年特別公演〜（1999年/新宿コマ劇場）
- 三代将軍家光 青春行状記（1998年/新宿コマ劇場）

### CM
- 「日清・カップヌードル 〜アニバーサリー・200億種類のおいしさ篇〜」（2003年）